# Kvalifikacije za Drugu saveznu ligu 1951.
Početkom 1951. u kvalifikacijama za 6 mjesta u Drugoj saveznoj ligi 1951. natjecalo se 15 momčadi, po jedna iz svake republike.

## Sudionici
- Dvije posljednjeplasirane momčadi Druge savezne lige 1950.
- Momčadi koje su ostvarile 5. do 11. mjesto u Trećoj saveznoj ligi 1950.
- Pobjednici 6 republičkih liga 1950.

| rang    | Slovenija                       | Hrvatska                            | Bosna i Hercegovina               | Srbija                            | Crna Gora                      | Makedonija                                                    |
| ------- | ------------------------------- | ----------------------------------- | --------------------------------- | --------------------------------- | ------------------------------ | ------------------------------------------------------------- |
| 2. rang |                                 |                                     | - Željezničar Sarajevo 10. mjesto |                                   |                                | - 11. oktomvri Kumanovo 11. mjesto                            |
| 3. rang | - Rudar Trbovlje 11. mjesto     | - Šibenik 5. mjesto                 | - Borac Banja Luka 8. mjesto      | - Proleter Zrenjanin 7. mjesto    | - Sutjeska Nikšić 10. mjesto   | - Milicioner Skoplje 6. mjesto - Rabotnički Skoplje 9. mjesto |
| 4. rang | - Korotan Kranj prvak Slovenije | - Tekstilac Varaždin prvak Hrvatske | - Bosna Sarajevo prvak Liga BiH   | - Radnički Obrenovac prvak Srbije | - Bokelj Kotor prvak Crne Gore | - Rabotnik Bitolj prvak Makedonije                            |

## Rezultati

### Slovenija
Sudionici: Rudar Trbovlje (11. u Trećoj saveznoj ligi) i Korotan Kranj (prvak Slovenije)
| Prva momčad    |   | Druga momčad  | 1. utakmica | 2. utakmica |
| -------------- | - | ------------- | ----------- | ----------- |
| Rudar Trbovlje | – | Korotan Kranj | 3:1         | 3:4         |

### Hrvatska
Sudionici: Šibenik (5. u Trećoj saveznoj ligi) i Tekstilac Varaždin (prvak Hrvatske)
| Prva momčad        |   | Druga momčad | 1. utakmica | 2. utakmica |
| ------------------ | - | ------------ | ----------- | ----------- |
| Tekstilac Varaždin | – | Šibenik      | 3:1         | 0:0         |

### Bosna i Hercegovina
Izvršni odbor Nogometnog saveza Bosne i Hercegovine donio je odluku da se održi kvalifikacijsko natjecanje između sarajevskog Željezničara koji nije uspio u Drugoj ligi, Borca iz Banjaluke, koji nije uspio u Trećoj ligi i Bosne iz Sarajeva, prvaka BiH za 1950. godinu. Kvalifikacije su održane u vremenu od 17. veljače do 7. ožujka  1951.
Sudionici: Željezničar (10. u Drugoj saveznoj ligi), Borac Banja Luka (8. u Trećoj saveznoj ligi) i Bosna Sarajevo (prvak Liga BiH)
| mj. | klub                 | ut. | pob. | ner. | por. | gol+ | gol- | bod |
| --- | -------------------- | --- | ---- | ---- | ---- | ---- | ---- | --- |
| 1.  | Željezničar Sarajevo | 4   | 2    | 2    | 0    | 5    | 2    | 6   |
| 2.  | Borac Banja Luka     | 4   | 1    | 2    | 1    | 4    | 2    | 4   |
| 3.  | Bosna Sarajevo       | 4   | 0    | 2    | 2    | 3    | 8    | 2   |

| Prva momčad          |   | Druga momčad         | 1. ut. | 2. ut. |
| -------------------- | - | -------------------- | ------ | ------ |
| Željezničar Sarajevo | – | Bosna Sarajevo       | 3:1    | 1:1    |
| Borac Banja Luka     | – | Željezničar Sarajevo | 0:0    | 0:1    |
| Bosna Sarajevo       | – | Borac Banja Luka     | 1:1    | 0:3    |

### Srbija
Sudionici: Proleter Zrenjanin (7. u Trećoj saveznoj ligi) i Radnički Obrenovac (prvak Srbije)
| Prva momčad        |   | Druga momčad       | 1. utakmica | 2. utakmica |
| ------------------ | - | ------------------ | ----------- | ----------- |
| Proleter Zrenjanin | – | Radnički Obrenovac | 4:0         | 0:1         |

### Crna Gora
Sudionici: Sutjeska Nikšić (10. u Trećoj saveznoj ligi) i Bokelj Kotor (prvak Crne Gore)
| Prva momčad     |   | Druga momčad | 1. utakmica | 2. utakmica |
| --------------- | - | ------------ | ----------- | ----------- |
| Sutjeska Nikšić | – | Bokelj Kotor | 2:0         | 0:3         |

### Makedonija
Sudionici: 11. oktomvri Kumanovo (11. u Drugoj saveznoj ligi), Milicionar Skoplje (6. u Trećoj saveznoj ligi), Rabotnički Skoplje (9. u Trećoj saveznoj ligi), Radnički Bitolj (prvak Makedonije)
| Prva momčad        |   | Druga momčad          | 1. utakmica | 2. utakmica |
| ------------------ | - | --------------------- | ----------- | ----------- |
| Rabotnički Skoplje | – | 11. oktomvri Kumanovo | ?:?         | 1:2         |

## Unutrašnje poveznice
- Druga savezna liga Jugoslavije u nogometu 1951.
- Nogometno prvenstvo Jugoslavije – 3. ligaški rang 1951.